# لیلا اسفندیاری
لاله اسفندیاری کجوری راد (۲۷ بهمن ۱۳۴۹، تهران - ۳۱ تیر ۱۳۹۰، گاشربروم ۲) کوهنورد ایرانی بود. وی در کوه گاشربروم ۲ سقوط کرد و جان خود را از دست داد.

## زندگی و فعالیت‌ها
در یکی از شاخص‌ترین صعودهای خود موفق شد به قله دشوار نانگاپاربات صعود کند، صعودی که از سوی فدراسیون کوهنوردی ایران هرگز پذیرفته نشد. اما پس از مرگش بارها از این صعود یاد شد. وی همچنین در تلاش برای ثبت رکوردی جدید، قصد صعود به قله کی۲، دشوارترین قله جهان را داشت که به دلیل شرایط نامساعد جوی موفق به این کار نشد.
در قطعه نام‌آوران بهشت زهرا تهران تندیسی به یاد وی ساخته شد.

## حضور دراعتراضات سال ۱۳۸۸
او یکی از معترضان سال ۱۳۸۸ بود. لیدا اسفندیاری، خواهر لیلا ، می‌گوید از او خواسته با افتخارات بین‌المللی‌اش «صدای مردم باشد».

## کوهنوردی

آگهی یادبود لاله اسفندیاری در قله توچال

وی کوهنوردی را از سال ۸۱–۱۳۸۰ به صورت تفریحی آغاز کرده بود و نخستین صعود او قله توچال بود. در سال ۸۱ به عضویت باشگاه اسکی و کوهنوردی دماوند درآمد. وی با این باشگاه توانست بیشتر قله‌های ایران را صعود کند و اغلب غارهای ایران را بپیماید. وی موفق شد ۲۲ مرتبه قله دماوند را صعود نماید که این صعودها از ۳ مسیر مختلف انجام شده‌است. وی همچنین در سال۱۳۸۶ با هم‌طنابی منیره رفیعی به عنوان نخستین صعود مستقل زنانه موفق به صعود دیواره علم‌کوه گشت.
سال ۱۳۸۱ لیلا اسفندیاری به عنوان اولین زن ایرانی موفق به پیمایش کامل غار پراو، عمیق‌ترین غار ایران در استان کرمانشاه شد.
در سال ۱۳۸۶ تصمیم می‌گیرد به غار ورونیکا، عمیق‌ترین غار دنیا در آبخازیا برود که در آنجا پلیس روسیه به دلیل ایرانی بودن، اجازه ورود وی و همراهانش را به آبخازیا را نمی‌دهد.
وی از جمله اعضای هیئت مؤسس انجمن غارنوردان و غارشناسان ایرانیان می‌باشد که سهم غیرقابل انکاری در تحول غارنوردی ایران از حالت سنتی به مدرن دارد.
اولین صعود لیلا اسفندیاری به قلل بالای ۸۰۰۰ متر در سال ۱۳۸۷ و با صعود به قله نانگاپاربات (۸۱۲۶ متر) صورت گرفت. وی در ابتدا تصمیم به صعود انفرادی داشت ولی در ادامه دوستانش به نام‌های کاظم فریدیان، سامان نعمتی، سهند عقدایی، احسان پرتوی‌نیا، حسین ابوالحسنی و محمد نوروزی به وی ملحق شدند. این صعود به دلیل فقدان مدارک لازم برای اثبات صعود قله اصلی نانگاپاربات از سوی فدراسیون کوهنوردی ایران مورد قبول قرار نگرفت.
در این صعود سامان نعمتی، به گفته اسفندیاری دلیل جدا شدن از گروه و پنهان شدن به قصد ادامه تلاش برای صعود به قله و زمین‌گیر شدن در طوفان جان خود را از دست داد. برخی فعالان جامعه کوهنوردان ایران در اعتراض به آنچه برخورد غیرحرفه‌ای با بازگرداندن سامان نعمتی و حواشی مفقود شدن او نامیدند انتقاداتی به سرپرست و مربی فنی این صعود لیلا اسفندیاری وارد کردند.
در سال ۱۳۸۹ تلاش برای ثبت رکوردی جدید، قصد صعود به قله کی۲، دشوارترین قله جهان را می‌گیرد که به دلیل شرایط نامساعد تا کمپ ۲ به ارتفاع ۷۵۶۵ متری قله کی۲ صعود می‌کند و همه گروه مجبور به بازگشت می‌شوند. وجه مشخص صعودهای وی به هیمالیا، تأمین هزینه صعودها شخصاً و بدون کمک‌های دولتی بوده‌است تا جایی که به گفته خود برای صعود به قله کی۲ مجبور شده‌است خانه خود را بفروشد. وی در حرفه کوهنوردی ده سال فعالیت داشت و در این حرفه افتخارات زیادی بدست آورد.
وی در طول دوران ورزشی‌اش ۲ بار مجبور به جراحی دیسک کمر خود شد ولی با کمک پزشک متخصص دوباره به کوهنوردی حرفه‌ای بازگشت.

## درگذشت
لیلا اسفندیاری که برای صعود به قله‌های گاشربروم ۱و۲ به این کوهستان رفته بود، در دومین تلاش خود، در ساعت ۱۴:۱۵ بعد از ظهر جمعه ۳۱ تیر ۱۳۹۰ (۲۲ ژوئیه ۲۰۱۱) موفق می‌شود قله گاشربروم ۲ را صعود کند اما در حین فرود دقایقی بعد در بازگشت تیمی (۶ مرد و لیلا) از قله به سمت کمپ ۳، در حدود ساعت ۱۴:۳۰ بعد از ظهر به دلیل خستگی و از دست دادن تعادل خود از مسیر دشوار یخی زیر قله سقوط می‌کند که طول سقوط لیلا ۳۰۰ متر بود و در حدود ارتفاع ۷۶۵۰ متری در مکانی خارج از مسیر در میان صخره‌ها، بین دو شیب یخی متوقف می‌شود.

## وصیت لیلا
او به دوستان و بستگان خود به صورت زبانی می‌گفت اگر در کوه جان خود را از دست دادم همان‌جا بگذارید بمانم نمی‌خواهم دیگران به خاطر من جانشان را به خطر بیندازند، می‌خواهم بام جهان آرامگاه ابدی‌ام باشد. پیکر وی در همان روز در ارتفاع ۷۶۵۰ متری پیدا شد.

یک روز پس از درگذشت وی، خانواده اسفندیاری پیام تسلیتی منتشر کردند:

شنیدن گسترش مرزهای محدود توانایی، مقابله با محرومیتهای قراردادی و اثبات شایستگی‌های زنان، آرمانهایی بودند که لیلا پرداختن به آنها را در کوهنوردی یافته بود، شنیدن خبر درگذشت لیلا بسیار تأسف‌بار بود و ما از این بابت متأثر هستیم و او تمامی فرصت‌ها و اندوختهٔ زندگی اش را صرف کوهنوردی کرد و سرانجام در جایی آرام گرفت که آرزویش را داشت. ما خانواده اسفندیاری با دلی آکنده از اندوه، به تصمیم لیلا در انتخابش احترام می‌گذاریم و بر اساس خواستهٔ خودش، پیکر پاکش را در همان نقط‌های که هست به کوه‌های بلند، پاک و پر برف گاشربروم می‌سپاریم. جایی که تا ابد چشم‌انداز زیبای کوهستان قراقروم را برای او به منظر خواهد داشت.
«سخت زیست و زیبا رفت».

خانواده لیلا اسفندیاری ۱/ ۱۳۹۰/۵

## فعالیت‌های شاخص
- ۱۳۸۱ پیمایش کامل غار پراو به عنوان اولین زن
- از ۱۳۸۱ تا ۱۳۸۶ صعود ده‌ها مسیر بر دیواره‌های علم کوه، بیستون، لجور، یافته، اخلمد، صفه، زنوز، کلاهک ماکو و…
- ۱۳۸۵ صعود یخچال‌های سبلان و کسری
- ۱۳۸۶ صعود یخچال دره یخار دماوند به عنوان اولین و تنها زن ایرانی
- اولین صعود دیواره علم کوه با منیره رفیعی نخستین صعود مستقل زنانه
- ۱۳۸۳ تا ۱۳۸۹ صعود قله دماوند از مسیرهای مختلف
- ۱۳۸۷ پیمایش زمستانه خط‌الراس البرز
- ۱۳۸۶ سرپرستی نخستین گروه ایرانی و پیمایش کامل غار نمکدان، طولانی‌ترین غار نمکی جهان
- ۱۳۸۷ صعود به قلهٔ نانگاپاربات به ارتفاع ۸۱۲۶ متر و سرپرستی گروه[۱۳][۱۴][۱۵]
- ۱۳۸۸ پیمایش غارهای جیتا، سینک هول بلا و آلبرت در لبنان
- ۱۳۸۸ سرپرست برنامه اکتشاف غارهای میدان پرآو و اکتشاف غار میراث
- ۱۳۸۸ شرکت در برنامه بین‌المللی اکتشاف غارهای مگالایای هند به عنوان نماینده ایران
- ۱۳۸۹ شرکت در برنامه‌های اکتشافی غارهای انگرمینوسپیدان و غار جهان بین
- ۱۳۸۹ تلاش برای صعود قله کی ۲ دشوارترین کوه جهان و صعود به کمپ ۲ تا ارتفاع ۷۵۶۵ متری
- ۱۳۸۹ شرکت در برنامه‌های بین‌المللی اکتشاف غارهای ایالت مگالایا هند برای دومین بار
- ۱۳۹۰ صعود به قله گاشربروم ۲ به ارتفاع ۸۰۳۵ متر و جان باختن در راه بازگشت از قله در اثر سقوط